# Davor Moravek
Davor Moravek, (11. lipnja 1965.), hrvatski liječnik specijalist psihijatar, magistar medicinskih znanosti

## Izobrazba
Nakon završenog Medicinskog fakulteta u Zagrebu, pod mentorstvom Josipe Kern magistrirao humanu genetiku. Učenik Branka Langa, Vlatka Thallera pod čijim je mentorstvom završio specijalizaciju iz psihijatrije 1996. godine na Klinici za Psihijatriju Kliničke bolnice "Sestre Milosrdnice" u Zagrebu. 2008. pod mentorstvom Slavka Sakomana završio užu specijalizaciju iz Psihijatrije - Alkoholizam i druge ovisnosti.

## Karijera
Od 1996 do 2012 Sudski vještak za medicinu - psihijatriju. Istraživački rad na području medicine ovisnosti. Posebno područje interesa: Alkoholizam; supstitucijska terapija osoba ovisnih o opijatima, psihijatrija i nadzor nad obveznim liječenjem ovisnika; obiteljska terapija, višegrupne obiteljske terapije; perinatalna psihijatrija; savjetovanje i obiteljska terapija osoba s poremećajem rodnog identiteta. Interno praćenje sigurnosti i kvalitete usluga mentalnog zdravlja. Od 1992 do 2016 radi u KBC Sestre Milosrdnice u Zagrebu. Od 2016. do 2021. Radi u Nizozemskoj, gdje proučava socijalnu psihijatriju (nizozemsku verziju fleksibilnog asertivnog tretmana u zajednici (f-ACT) te metodologiju rada s dualnim dijagnozama i psihozama.
Od 2022 pridružuje se timu Specijalne Bolnice "Sveta Katarina" u Zagrebu, a programima psihogenomika i psihijatrijska genetika.  
Od 2024. radi u privatnoj psihijatrijskoj ordinaciji. Bio je urednik Internet izdanja mjesečnika "Alkohološki Glasnik", glavni urednik časopisa "Ovisnosti" (koji je imao samo pilot broj).
Kao gost sudjelovao je u televizijskim i radijskim emisijama te je vodio kolumne u dnevnim novinama i portalima. Aktivan je član hrvatskog i nizozemskog psihijatrijskog društva.

## Knjige
Objavio je 3 samostalne stručne knjige, uredništvo 3 knjige, 1 samostalna knjiga poezije i stručne radove iz područja medicine. 
Značajnija djela: Droga i mediji – vodič za novinare ISBN 953-6699-13-3; Roditelji u prevenciji ovisnosti – priručnik za roditelje; Droge: Priručnik za edukatore; Psihijatrija: udžbenik za medicinske škole ISBN 953-176-117-5; Gotovo je! Prestajem s pušenjem!; Novo Doba – pjesme ISBN 953-96395-0-6.
Literatura: Orlić D. Letica S. Vodeći hrvatski liječnici. Nacionalni rodoslovni centar, institut za vrednovanje i promicanje znanstvenih i stručnih postignuća, Zagreb, 2004.

## Vanjske poveznice
- Moravek.org
- Noebius - eseji  Arhivirana inačica izvorne stranice od 22. srpnja 2007. (Wayback Machine)
- O dr Davor Moravek  Arhivirana inačica izvorne stranice od 8. ožujka 2022. (Wayback Machine)